# 高文 (学者)
高文（1956年3月7日—），男，汉族，辽宁大连人，中国计算机专家，北京大学信息科学技术学院教授，中国工程院院士。中国共产党党员，第十一届全国政协委员。

## 生平
1982年，高文畢業於哈爾濱理工大學，獲得計算機軟件學士學位。1985年，畢業於哈爾濱工業大學，獲得計算機體系結構碩士學位。1991年，于日本东京大学获取电子工程博士学位。1992年至2000年，任中国国家“863计划”专家组成员、组长。1998年至1999年，任中国科学院计算技术研究所所长。2000年至2004年，任中国科学院研究生院常务副院长。2000年至2003年，兼任中国科学技术大学副校长。2008年，当选第十一届全国政协委员，代表教育界，分入第四十一组。2011年，当选中国工程院院士。2018年至今，担任鹏城实验室主任。